# Parque nacional Budawang
El Parque Nacional Budawang es un parque nacional en Nueva Gales del Sur (Australia), ubicado a 200 km al suroeste de Sídney.
Se trata de una área silvestre con pendientes escalonadas y caminos remotos. Representa un reto para experimentados marchistas de campo a través. Con suficiente resistencia se puede escalar el Monte Budawang desde donde se observa un magnífico panorama sobre las montañas del sur y las costas en la distancia.
Para internarse en el parque hace falta llevar equipamiento que permita sobrevivir en condiciones de aislamiento así como suficiente agua y alimento. Algunos de los caminos dentro del parque están señalados de forma informal.
La región fue colonizada a partir de 1820, y dentro del parque se observan restos de un aserradero. La zona costera sólo fue habitada por colonos a partir de 1890 debido a su difícil acceso.